# Teodora Voinescu
Teodora Voinescu (n. 1908 - d. 1992) a fost un istoric de artă român.

## Biografie
A fost fiica lui Gheorghe Caracaș. 
A absolvit secția de istorie la Facultatea de litere și filosofie a Universității din București în anul 1931, a obținut titlul de doctor în filosofie și litere în 1941. Studii de specializare la Sorbona (1931-1932) și în Italia în anii 1934 și 1939. A fost asistent universitar la facultatea pe care a absolvit-o, și preparator la muzeul Toma Stelian, unde era director profesorul G. Oprescu. A fost conferențiar universitar de istoria artei și muzeografie la Institutul de arhivistică (1945-1950), apoi la Institutul de arte plastice Nicolae Grigorescu (1950-1952). A fost directoare pentru scurt timp la Muzeul Național de Artă și La Muzeul de Artă Populară. Din 1949 este la Institutul de istoria artei, cu funcții de conducere, este arestată în aprilie 1959 și eliberată în februarie 1960, fără a fi găsită vinovată, conducând sectorul de artă feudală și publicând până în jurul anului 1975. Cazul ei face subiectul unei lungi cercetări , care detaliază relațiile unor cercetători ai institutului cu poliția secretă. 
Din volumele redactate și publicate, rezultă interesul ei pentru arta bisericească moldovenească și pentru pictura secolului al XIX-lea. A publicat multe contribuții în: Studii și cercetări de istoria artei. Seria artă plastică., Revue roumaine d'histoire de l'art. Série beaux-arts,  Monumente și muzee., ARTA.

## Distincții
- Ordinul Muncii clasa a III-a (11 decembrie 1956) „pentru merite deosebite și pentru activitatea depusă în domeniul muzeografiei”[5]

## Volume
- Epoca de formație a lui Nicolae Grigorescu, Monitorul oficial și Imprimeriile Statului, 1938
- Anton Chladek și începuturile picturii românești, București, Imprimeria Națională, 1936
- Contribuții	la o istorie a artei păturilor mijlocii : ctitorii de Vătafi din Țara Românească
- Gheorghe Tattarescu. 1818-1894, Monitorul	oficial și Imprimeriile Statului, 1938
- Catalogul muzeului Toma Stelian, contribuție, Casa școalelor, 1939
- Contribuții	la istoria picturei românești : Petre Mateescu, un bursier al statului în streinătate, Tiparul Institutului Grafic din Sfânta Mânăstire Neamțu, 1943
- Principii conducătoare în restaurarea monumentelor artistice dela Bibescu și până azi, București, 1944
- Scurtă	istorie a artelor plastice în RPR, vol. I și II, coautor, București, Editura Academiei, 1957-1958
- The	Dragomirna Monastery,	coautor, București, Editura Meridiane, 1965
- Le	Monastère de Dragomirna, coautor, București, Editura Meridiane, 1967
- Pârvu Mutu Zugravu, București, Editura Meridiane, 1968
- Radu Zugravu,	București, Editura Meridiane, 1978
- Comori de artă bisericească. Colecția Episcopiei Craiovei de la Mânăstirea Jitianu, Editura Arhiepiscopiei Craiovei, 1980
- Sculptura de lemn brîncovenească, coautor, Editura Academiei, 1974
- The	Icon,	Kurt Weitzmann, New York, Dorset press, coautor, 1987, traducere a ediției italiene de la Mondadori, 1981